# 田家培
田家培（1867年—1943年），字植卿，清朝末年、民国初年回族伊斯兰教经师、阿拉伯文书法家，云南通海县下回村人，一说河西（今属云南蒙自县）人。
他是伊斯兰教经师马联元弟子，经名苏来曼·阿布·凯里姆。自幼承袭家教，先后从师开远合羽辉、纳兴荣。精通阿拉伯文、波斯文经典。工阿拉伯文书法，字体端庄清丽，后人多仿效。光绪二十一年（1895年），在其师马联元倡导下，至光绪二十六年（1900年）其一手写成全部《古兰经》版样。原版存于昆明南城清真寺。从光绪三十年（1904年）开始，两次赴麦加朝觐，先后在昆明、广州等地清真寺任教长。门人纳明安、纳忠、纳训、林兴华等多为伊斯兰教经师和学者。1943年在云南开远县大庄去世。